# Жокера (филм, 2019)
„Жокера“ (на английски: Joker) е американски криминален трилър от 2019 година, режисиран и продуциран от Тод Филипс, който е и автор на сценария съвместно със Скот Силвър.
Филмът, базиран на герои на „Ди Си Комикс“, предлага история за произхода на Жокера, развиваща се през 1981 г. Според нея, главният герой Артър Флек е психично болен, неуспешен комик, който постепенно изпада в лудост и нихилизъм, като вдъхновява кървава социална революция срещу богатите в загниващия град Готъм Сити.
Ролята на Жокера се изпълнява от актьора Хоакин Финикс. Различните поддържащи роли се изпълняват от актьорите Робърт Де Ниро, Зази Бийтс, Франсис Конрой, Брет Кълън и др.

## Отзиви
„Жокера“ е представен на 76-ия Международен филмов фестивал във Венеция на 31 август 2019 г., където спечелва „Златния лъв“, най-високата награда на фестивала. В САЩ е пуснат на 4 октомври 2019 г. Филмът поляризира критиците: докато представянето на Финикс е възхвалявано, тъмният тон, изобразяването на психичните заболявания и справянето с насилието са посрещнати със смесени отзиви.

## Цитати
- „През целия си живот не знаех дали наистина съществувам. Е, съществувам и хората започват да го забелязват.“ – Артър Флек / Жокера
- „Смятах, че животът ми е трагедия... но сега осъзнавам... че е шибана комедия.“ – Артър Флек / Жокера

## В България
В България филмът е пуснат по кината на 4 октомври 2019 година от „Александра Филмс“. На 21 март 2022 г. е излъчен по телевизионния канал bTV Cinema.